# 劉家傑
劉家傑（英語：Josiah Lau Ka Kit，1941年11月18日—），香港電視節目主持、新聞報道員、英語導師，並偶有擔任演員，活躍於1960年代至1990年代。從1980年代至1990年代為香港電台電視部主持《英語一分鐘》等英語教學節目，而最為人熟悉。

## 生平
劉家傑籍貫廣東順德，於1941年底生於淪陷前的香港，出生時隨即接受基督教洗禮，他父親希望他有英文名以便他入讀英文中學，所以他的聖名Joshua成為他最初的英文名（Joshua為聖經人物約書亞的英文名），但其後被串錯為Joshia，後來索性以此為英文名，原來的Joshua成為了他兒子的英文名。1947年夏天，當時只有五歲半的劉家傑跟隨著親戚到英國倫敦生活，並且在當地入讀小學，畢業後回流香港。劉家傑中學時代就讀於拔萃男書院，常在校際朗誦比賽中獲獎，後就讀香港大學文學院，主修英文及英國文學，並取得文學士。。
1960年代初已在麗的映聲主持教授英語的節目，及主持過多屆的校際問答比賽。1967年加盟剛開台的無線電視。擔任新聞報導員及綜合節目主持，以口齒伶俐幽默見稱。他是首位於無綫電視的英語頻道明珠台擔任英語新聞報導員的華人，而據該台當時之說，這亦是香港電視及電台廣播史上首例。
1976年9月毛澤東逝世，劉家傑在新聞報道時讀出了一句「全港400萬人流淚」，受到非議，被部份人指是「左仔」。他在其自白書《交代》中反駁稱他根本沒有說過「全港400萬人流淚」，他說：「這是別有用心的人捏造出來的話柄。有錄映錄音為證。」他說當晚稿上的字是「不少人流淚」，他是照稿讀，並非爆肚。後來劉家傑轉投了麗的電視（亞洲電視的前身），擔任麗的中英文新聞主播及新聞節目主持，並在多套電視劇演出。
此外，他早於1960年代已開設英語會話班，1984年離開亞州電視後開辦劉家傑英語商科學校。1987年復出電視幕前工作。
劉家傑在1980年代又為香港電台主持節目，長期為紀錄片《鏗鏘集》擔任旁述；其後因要移民，而需要離職，由許金峰接任。從1980年代到1990年代，劉家傑還為香港電台電視部主持多套英語教學電視節目，包括《英語一分鐘》，英文電子辭典快譯通曾找劉家傑賣廣告。劉家傑也以自己的名義開設劉家傑英語學校。
1990年代尾，劉家傑移民加拿大多倫多，自此就只於加拿大的電視節目亮相。
劉家傑在語文界以中英俱佳著稱，一直被認為是香港的英文權威，而他也有不少關於語文的著作流傳後世。

## 近況
2010年，藝人何守信與妻子前歌星陳麗斯與劉家傑在多倫多一次飯敘回港後透露，劉家傑現居洛杉磯，他喜愛談天說地，經常獨處；他現時已很少接觸娛樂圈，深居簡出。
2021年起，劉家傑在YouTube不少片段留言與網友交流英語，而他亦有開設facebook賬戶方便交流。
2024年8月29日，網上傳出劉家傑已於8月22日在多倫多逝世，消息在當時未得到證實，大批網民到其Facebook的最後一個帖文留言悼念，但一直未有得到任何回覆或更新。何守信回應傳媒時表示：「據我所知，劉兄不在多倫多很久了，我認為是假消息。以往已經出現過多次類似的流料，本人幾年前也曾上榜。」。翌日，劉胞弟劉家斌牧師透過好友澄清，指兄長仍然在世。

## 作品列表

### 電視劇／綜合節目演出

#### 香港電台
- 1981年（2集）《生命綫之生機》

#### 亞洲電視
- 1982年（1集）《快樂聖誕》（歌劇）
- 1983年8月8日（20集）《大家HAPPY》[19]（演員：劉家傑、鮑起靜、陳惠敏）（監製：李兆華）
- 1983年11月20日（20集）《阿Sir阿Sir》[20][21]（演員：劉家傑、羅樂林、黃秋生）（監製：查傳誼）

### 節目主持／司儀
- 校際時事及學術常識問答比賽（1961，麗的映聲）
- 無綫電視明珠台英語新聞（1967-1976，無綫電視）
- 晚間電視新聞報導（粵語）（1967-1976，無綫電視）
- 英語講座（1967-1974，無綫電視）[5]
- 星辰盃校際常識問答比賽（1971，無綫電視）
- 逐秒計（1971-1975，無綫電視）
- 香港小姐競選（1973-1976，無綫電視）
- 英女皇訪港[[[Wikipedia:格式手册/链接#章節|錨點失效]]]（1975年，無綫電視）[22]
- 港聞一週（1975，無綫電視）
- 焦點（1976，無綫電視）
- 1976年環球小姐競選（1976，無綫電視）
- 1976年度香港流行歌曲創作邀請賽（1976，無綫電視）
- 縱橫（1978-1979，麗的電視）
- 貓頭鷹時間（1979-1981，麗的電視）
- 麗的電視英語新聞主播（1976-1980，麗的電視）
- 麗的電視中英港與深圳節目主持
- 1980，1981，1988年度亞洲歌唱比賽（麗的電視）
- 著燈．開飯．睇電視（1981，麗的電視）[23]
- 七彩繽紛話香港（1982，麗的電視）[9]
- 六點廿二分粵語新聞（主播）（1982，麗的電視）
- 血淚鐵證（旁述）（1982，麗的電視）
- 鵬飛萬里（旁述）（1982，亞洲電視）
- 一心一意為觀眾  （1983，亞洲電視）
- 生活在香港（1983，亞洲電視）[21]
- 鏗鏘集（旁述，至2018年止為英文版翻譯員）（1981[24]-1997年6月、2002年播出的其中兩集（《半個學士》、《韓國製造》），香港電台）
- 第七屆十大中文金曲音樂會（1984，香港電台）
- 1983新節目巡禮（1983，亞洲電視）
- 鑪峰晚語第一輯（1983，香港電台）[25]
- 鑪峰晚語第二輯（1984，香港電台）[11]
- 英語疑難（電台節目）（1984，香港電台）[11]
- 齊齊學英語（1987，香港電台）[12]
- 英語追蹤 (Follow Through)（1987－1988，香港電台）
- 展才競藝展光華（1988，香港電台）
- 88美的風範（1988，亞洲電視）[26]
- 88奧運節目（1988，亞洲電視）[27]
- 晨早直播室（1988－1990，亞洲電視）
- 英語探索 (Follow me to Science)（1989，香港電台）
- 雄財偉略 （1989－1992，香港電台）
- 校際時事及學術常識問答比賽（1989－1996，香港電台）
- 皇室金輝群星會（1991，無綫電視）
- 英語一分鐘（1992－1996，香港電台）
- 分分鐘英語（1997，香港電台）
- 英語遊蹤（1999，香港電台）
- 孩子上戰場（旁述）（2002，香港電台）
- On We Go（BBC英語教學節目）

### 書籍
- 《交代》（1977年6月）[7]